# Panoa fiordensis
Panoa fiordensis är en spindelart som beskrevs av Forster 1970. Panoa fiordensis ingår i släktet Panoa och familjen Desidae. Inga underarter finns listade i Catalogue of Life.